# Ambre Mwayembe
Pas d'image ? Cliquez ici

a Compétitions nationales et continentales officielles uniquement.

b Matchs officiels uniquement.
Dernière mise à jour le 15 juillet 2025.
Ambre Mwayembe, née le 1er mars 2004, est une joueuse internationale française de rugby à XV évoluant au poste de pilier au FC Grenoble.

## Biographie
Ambre Mwayembe, franco-marocaine, grandit à Vizille où elle commence à jouer au rugby à XV vers dix ans. Elle rejoint le FC Grenoble en 2019, et joue pour ce club en Élite 1 pour les saisons 2021-2022 et 2022-2023,.
En 2022, elle affronte l'Angleterre avec l'équipe de France féminine des moins de vingt ans, au poste de pilier.
En février 2023, elle est sélectionnée en équipe de France dans le groupe de quarante joueuses pour la préparation du Tournoi des Six Nations et est confirmée un mois plus tard dans le groupe définitif,. Elle apparaît pour la première fois sur une feuille de match internationale le 16 avril, contre l'Écosse.
À l'automne 2023, elle fait partie du groupe qui dispute le WXV en Nouvelle-Zélande.
À partir de la saison 2025-2026, elle signe au Stade toulousain.